# Jonas Magnus Fries
Jonas Magnus Fries, född 12 mars 1761 i Jönköping, Jönköpings län, död 26 januari 1820 i Jönköping, Jönköpings län, var en svensk klockgjutare i Jönköping.

## Biografi
Fries föddes 12 mars 1761 i Jönköping. Han var son till klockgjutaren Elias Fries Thoresson. Fries tog över sin fars klockgjuteri på kyrkokvarteret 11 omkring 1789. Fries avled 26 januari 1820 i Jönköping av kallbrand.

### Familj
Fries gifte sig första gången med Elisabeth Svedman (1768-1802). De fick tillsammans barnen Elias Fries (1789-1790) Johan Philip (1791-1809), Elias Fries (1792-1792) Theodor Fries (1794-1828), Jonas Magnus (1795-1795), Magnus (1797-1799), Anna Christina (1801-1886),
Fries gifte sig andra gången med Andriette Margaretha Westberg (1780-1849). Barn: Gustaf Lorentz Fries (1805-1806) Helene Maria Fries (1807-1807) Anders Lorentz Fries (1808-1810) Paulina Teresia Fries (1810-1811) 

## Kyrkklockgjutningar
Jonas Magnus Fries gjorda klockgjutningar (påbörjad lista)
| År   | Kyrka           | Stift | Klocka                | Övrigt        |
| ---- | --------------- | ----- | --------------------- | ------------- |
| 1788 | Alseda kyrka    | Växjö | Stor- och lillklockor | Omgjutningar. |
| 1790 | Kristine kyrka  | Växjö | Stor- och lillklockor | Nygjutningar. |
| 1791 | Växjö domkyrka  | Växjö | Storklockan           | Omgjutning.   |
| 1817 | Vrigstads kyrka | Växjö | Äldre klocka          | Omgjutning.   |
|      |                 |       |                       |               |